# Mesosmittia cristaga
Mesosmittia cristaga är en tvåvingeart som beskrevs av Ole Anton Saether 1996. Mesosmittia cristaga ingår i släktet Mesosmittia och familjen fjädermyggor.
Artens utbredningsområde är Tanzania. Inga underarter finns listade i Catalogue of Life.